# Emirat Dala
Emirat Dala (arapski: إمارة الضالع) je bio službeni naziv za emirat (vazalna feudalna država) Britanskog Carstva koji je živio od 1886. do 1967. godine na jugu Arapskog poluotoka.
Glavni grad ovog planinskog Emirata na granici sa Sjevernim Jemenom bio je Ad-Dali'.

## Povijest
Planinskim krajem Dala do kraja 19. stoljeća vladali su imami iz dinastije Zejida iz Sjevernog Jemena. Kako se Britansko Carstvo namjeravalo dobro učvrstiti u važnoj strateškoj luci Adenu, željelo je osigurati i pozadinu te svoje krunske kolonije. Zbog toga je od kraja 19. stoljeća počelo sklapati Ugovore o zaštiti s lokalnim plemenskim čelnicima, oni bi dobili vlast u svojoj vazalnoj državi, a zauzvrat su morali ući u britansku kolonijalnu političku tvorevinu Protektorat Aden, koja je Britancima omogućavala kontrolu nad cijelim teritorijem. 
Tako je i Emir Dale iz plemenskog roda Amiri sklopio isprva neslužbeni Ugovor s Britancima 1886. godine. Emirat Dala bio je jedan od prvih devet članica koji su ušli u Protektorat Aden. Potom je Emirat Dala bio među prvih šest članica koji su 1959. godine osnovali novoosnovanu probritansku Federaciju Arapskih Emirata Juga, koja se 1963. godine pretvorila u Južnoarapsku Federaciju. U okviru Emirata Dala postojao je zavisni Šeikat Kutaibi nad kojim su emiri Dale formalno imali vlast, međutim taj neprohodni planinski kraj uvijek je ostao praktički pod kontrolom plemena Kutaibi.
Planine Radfanna jugu Emirata Dala sredinom 1960-ih postale su poprište žestokih borbi između britanskih snaga i lokalnog plemena Kutaibi. Posljednji emir Dale bio je Shafaul ibn Ali Shaif Al Amiri, koji je svrgnut kad je vlast preuzeo Narodni oslobodilački front (NLF) 1967. koji je ukinuo sve britanske paradržave i osnovao Demokratsku Narodnu Republiku Jemen.
Teritorij bivšeg Emirata Dala danas je najvećim dijelom jemenske muhafaze Ad-Dali.

## Emiri Emirata Dala
- Shafa ul al-Amiri,- .... - ....
- Ahmad ibn Shafa ul al-Amiri,- .... - ....
- al-Hasan ibn Ahmad al-Amiri,- .... - ....
- Abd al-Hadi ibn al-Hasan al-Amiri,- .... - ....
- Musa`id ibn al-Hasan al-Amiri,- 1839.?
- Shafa`ul ibn `Abd al-Hadi al-Amiri,- .... - siječanj 1872.
- Ali ibn Muqbil al-Amiri (prvi put),- travanj 1872. – 1873.
- Muhammad ibn Musa id al-Amiri,- 1873 -  prosinac 1873.
- Ali ibn Muqbil al-Amiri (drugi put),- siječanj 1874. - travanj 1874.
- Abd Allah ibn Muhammad al-Amiri,- travanj 1874. - ožujak 1878.
- Ali ibn Muqbil al-Amiri (drugi put),- ožujak 1878 - 10. rujan 1886.
- Sha´if ibn Sayf al-Amiri,- rujan 1886. – 22. prosinac 1911.
- Nasir ibn Sha'if al-Amiri (prvi put),- prosinac 1911. – 1920.
- Haydara ibn Nasir al-Amiri,- 1920. – 1928.
- Nasir ibn Sha'if al-Amiri (drugi put),- srpanj 1928. – 1947.
- Ali ibn Ali al-Amiri,- 1947. – 1954.
- Shafa ul ibn Ali al-Amiri,- 1954. – 17. kolovoz 1967.[1]

## Pogledajte i ovo
- Kolonija Aden
- Protektorat Aden
- Šeikat Kutaibi
- Federacija Arapskih Emirata Juga

## Vanjske poveznice
- Zastava Emirata Dala